# CODE NAME BLUE
「CODE NAME BLUE」（コードネームブルー）は、CNBLUEの日本でメジャー1枚目のオリジナルアルバム。2012年8月29日にワーナーミュージック・ジャパンから発売された。

## 概要
CNBLUEの日本メジャー1stフルアルバムで、“オルタナティブ・ロック・バンド”としての風格を持つ作品。『In My Head』、『Where You Are』、『Come on』の既発シングル3曲に加え、新規収録曲10曲を加えた計13曲で構成されており、初回限定盤のみのボーナストラック「Where you are（English version）」も収録している。
販売形態は初回限定盤、ローソン限定盤と通常盤の3種リリースで、前者は連動購入特典シリアルコードDに加え、アルバム収録新曲「Time is over」のMusic Videoとメイキング映像を収録したDVD、カレンダーカード5枚セットを付き。
28日付オリコンウィークリーチャートのランキングで初登場1位を獲得しており、29日付ランキングでは推定売上枚数が1万147枚であった。

## 収録曲
CD
1. INTRO 02 [1:28]
作曲・編曲：Jung Yong-Hwa
2. IN MY HEAD [4:15]
作詞：玉井健二、YOSHIFUMI KANAMARU - 作曲：Jung Yong-Hwa - 編曲：玉井健二、百田留衣
3. WHERE YOU ARE [3:44]
作詞：Jung Yong-Hwa、玉井健二 - 作曲：Jung Yong-Hwa - 編曲：玉井健二、百田留衣
4. TIME IS OVER [3:47]
作詞：Jung Yong-Hwa - 作曲：Jung Yong-Hwa、KOSUKE OBA - 編曲：鈴木Daichi秀行
5. HAVE A GOOD NIGHT [3:32]
作詞・作曲：Jung Yong-Hwa - 編曲：玉井健二、野間康介
6. WAKE UP [2:57]
作詞：Jung Yong-Hwa - 作曲：RYO、Jung Yong-Hwa - 編曲：玉井健二、野間康介
7. NO MORE [3:41]
作詞：Jung Yong-Hwa - 作曲：Lee Jong-Hyun - 編曲：玉井健二、飛内将大
8. THESE DAYS [4:33]
作詞：KOSUKE OBA - 作曲：Lee Jong-Hyun - 編曲：鈴木Daichi秀行
9. BLUE SKY [4:16]
作詞：KOSUKE OBA - 作曲：周水、本山清治 - 編曲：YUICHIRO HORIUCHI
10. MR.KIA (KNOW IT ALL) [3:32]
作詞：Jung Yong-Hwa - 作曲：Jung Yong-Hwa、RYO - 編曲：玉井健二、野間康介
11. WITH ME [4:06]
作詞：DAICHI、miyakei - 作曲：DAICHI - 編曲：鈴木Daichi秀行
12. GET AWAY [3:32]
作詞：NOZOMI MAEZAWA、agehasprings - 作曲：Lee Jong-Hyun、RYO - 編曲：玉井健二、Shunsuke Tsuri
13. COME ON [3:35]
作詞：Jung Yong-Hwa - 日本語訳詞：Kenji Tamai - 作曲：Lee Jong-Hyun - 編曲：玉井健二、百田留衣
14. WHERE YOU ARE (ENGLISH VERSION) [3:43] - 初回限定盤のみのボーナストラック
作詞・作曲：Jung Yong-Hwa - 編曲：玉井健二、百田留衣

DVD（初回限定盤のみ）
1. TIME IS OVER (MUSIC VIDEO)
2. TIME IS OVER (SPECIAL FEATURE)